# Punta della Vecchia
La punta della Vecchia (2.387 m s.l.m.) è una vetta delle Alpi Biellesi.
È situata tra la Valle Cervo, in provincia di Biella e la valle del Lys (o valle di Gressoney), in Valle d'Aosta; sulla cima passa il confine tra una frazione montana del comune piemontese di Sagliano Micca e il comune valdostano di Gaby.

## Toponimo

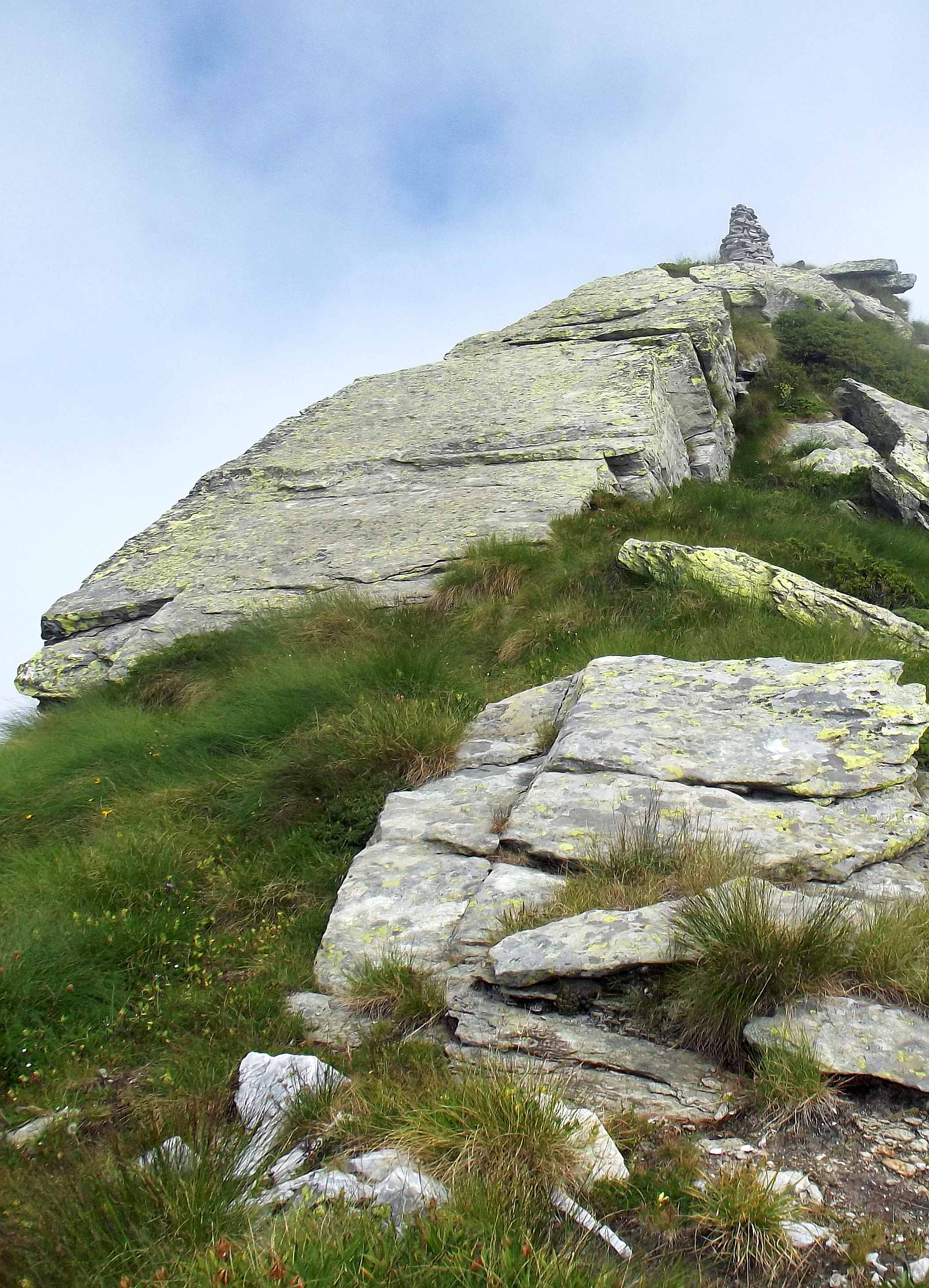
L'ometto sommitale

Il suo nome deriva da leggenda locale la quale narra di una fanciulla che, dopo aver avuto notizia dell'uccisione del promesso sposo, si rifugiò nei pressi del sottostante lago vivendo fino a tarda età in compagnia di un orso.

## Descrizione
La montagna è situata sul crinale che dalla Punta Tre Vescovi prosegue verso sud dividendo il Biellese dalla Valle del Lys.
Verso est il colle della Vecchia la divide dalla punta Caparelle (2.409 m), mentre il colle delle Tote (2.292 m) la separa dal monte Cresto.
Il versante biellese della montagna domina il sottostante lago della Vecchia (1.858 m). Sul punto culminante sorge un ometto in pietrame.

## Accesso alla cima
La salita alla cima per la via Compagni di merenda lungo il versante biellese ha una difficoltà alpinistica valutata in D+.

La via normale è invece quella che dal colle della Vecchia transita con un traverso sul lato valdostano della montagna toccando il colle delle Torte e che di qui raggiunge la sommità per la cresta sud; questo itinerario rappresenta anche la via di discesa dalla salita sopra citata.
Per il colle delle Tote transita anche l'Alta Via delle Alpi Biellesi.

## Punti di appoggio
Il più pratico punto di appoggio per la salita alla punta è il rifugio della Vecchia, costruito nei pressi dell'omonimo lago.